# Exocarpos menziesii
Exocarpos menziesii är en sandelträdsväxtart som beskrevs av Stauff.. Exocarpos menziesii ingår i släktet Exocarpos och familjen sandelträdsväxter. Inga underarter finns listade i Catalogue of Life.